# Oxyopes godeffroyi
Oxyopes godeffroyi es una especie de araña del género Oxyopes, familia Oxyopidae. Fue descrita científicamente por Baehr, Harms, Dupérré & Raven en 2017.
Habita en Australia (Queensland).